# 卢厄河畔奥尔登多夫
盧厄河畔奧爾登多夫（德语：Oldendorf (Luhe)）是德國的城鎮，位於該國北部盧厄河畔，由下薩克森州負責管轄，面積32.7平方公里，海拔高度49米，2011年人口1,006，人口密度每平方公里31人。